# Усадьба Нечаевых (Полибино)
Усадьба Нечаевых — бывшая дворянская усадьба в селе Полибино Данковского района Липецкой области, в 40 километрах от Куликова поля и в 45 км от города Данкова. Усадьба расположена на правом берегу реки Дон, напротив старого Данковского городища. До Октябрьской революции принадлежала дворянам Нечаевым. Центром усадьбы является палладианский господский дом. В состав усадьбы также входят английский парк с каскадом прудов, манеж, конюшня и другие постройки. Остатки сооружений частично сохранились среди фрагментов старого парка.

## История усадьбы
До Октябрьской революции в усадьбе размещался первый в России музей Куликовской битвы, созданный первым историком и археологом-любителем участка Куликова поля Степаном Дмитриевичем Нечаевым (1792—1860). С. Д. Нечаев был обер-прокурором Святейшего Синода, сенатором, действительный тайный советником, историком, археологом, поэтом и писателем. С. Д. Нечаев организовал установку 30-метровой мемориальной колонны-памятника в честь победы русских воинов в Куликовской битве и начал сбор средств на храм Сергия Радонежского на Куликовом поле.
Из владельцев усадьбы Полибино наиболее известен сын С. Д. Нечаева, великий меценат Ю. С. Нечаев-Мальцов — человек, подаривший России Музей изящных искусств (ГМИИ имени А. С. Пушкина) в Москве, пожертвовав на его строительство основную сумму денег (более 2 млн из 2,6 млн рублей).
Вклад Нечаева-Мальцова в музей был колоссален: мраморная и гранитная облицовка, беломраморная колоннада главного фасада, портик, украшенный фризами, работами академика Гуго Залемана. На его средства из Италии были выписаны искусные каменотесы; он оплатил оформление центральной парадной лестницы разноцветными породами венгерского мрамора и Белого зала, украшенного 36 колоннадами. И это не считая первого его пожертвования — двадцатиметрового фриза — копии мозаичных панно собора Святого Марка в Венеции. 300 рабочих, нанятых Нечаевым-Мальцовым, добывали на Урале белый мрамор особой морозоустойчивости; когда же выяснилось, что десятиметровые колонны для портика сделать в России невозможно, Юрий Степанович заказал их в Норвегии, зафрахтовал пароход для их доставки морем и баржи для сплава по рекам до самой Москвы. На фасаде здания музея, который с 1937 года носит имя А. С. Пушкина, установлена мемориальная доска с барельефом великого ценителя искусств Ю. С. Нечаева-Мальцова.
В усадьбе Полибино у Ю. С. Нечаев-Мальцова гостили и творили Л. Н. Толстой, И. Е. Репин, И. К. Айвазовский, К. А. Коровин, В. Д. Поленов, В. В. Васнецов, И. В. Цветаев, А. Н. Бенуа, Ольга Книппер-Чехова, Анна Ахматова.

## Шуховская башня
Достопримечательность усадьбы — башня, выполненная по проекту инженера В. Г. Шухова. Это первое в мире сооружение гиперболоидной формы и первая в мире башня, выполненная в виде несущей сетчатой оболочки.
Башня построена В. Г. Шуховым для крупнейшей дореволюционной Всероссийской промышленной и художественной выставки в Нижнем Новгороде, проходившей с 28 мая (9 июня) по 1 (13) октября 1896 года. После окончания выставки её купил Ю. С. Нечаев-Мальцов. Башня была перевезена в разобранном виде в Полибино и установлена В. Г. Шуховым рядом с дворцом Нечаевых.
Гиперболоидные конструкции впоследствии строили многие известные архитекторы: Гауди, Ле Корбюзье, Оскар Нимейер. Шуховские башни востребованы и в настоящее время. В Кобе (Япония) построена 108-метровая гиперболоидная шуховская башня Kobe Port Tower. Современные гиперболоидные конструкции есть в США, Бразилии, Арабских Эмиратах, Испании, Швейцарии, Чехии, Венгрии и Великобритании. Гигантская 610-метровая гиперболоидная сетчатая шуховская телебашня возведена к паназиатским играм 2010 года в Гуанчжоу в Китае.

## Современный статус
Постановлением Совета Министров РСФСР № 624 от 4 декабря 1974 года усадьба Полибино — в том числе усадебный дом, Шуховская башня, парк с прудами и служебные постройки — объявлены памятниками архитектуры федерального значения, охраняемыми государством.

## Галерея
- Вид на храм в Стрешнево (XVIII век) от усадьбы Полибино, 2009
- Река Дон у усадьбы Полибино, 2009
- Усадебный дом, 2009
- Усадебный дом и Шуховская башня
- Вид на господский дом с башни Шухова, 2008
- Башня Шухова в Полибино, 2009
- Вид изнутри башни, 2009
- Река Дон у нижнего парка усадьбы Нечаевых в Полибино, 2009